# Herman Broeckaert
Pour les articles homonymes, voir Broeckaert.
Herman Broeckaert, né le 8 novembre 1878 à Wetteren, et mort à Gand le 4 avril 1930, est un peintre et un poète impressionniste belge.
Peintre de l'École de Termonde, son champ pictural couvre essentiellement les paysages.

## Biographie

### Famille
Herman (Herman Leo Domien) Broeckaert, né le 8 novembre 1878 rue de l'Église à Wetteren, est le septième des huit enfants de Jan Broeckaert (1837-1911), historien et linguiste, et de Marie Stéphanie Ternest (1837-1914), mariés en 1866 et établis à Termonde en 1888.

### Formation

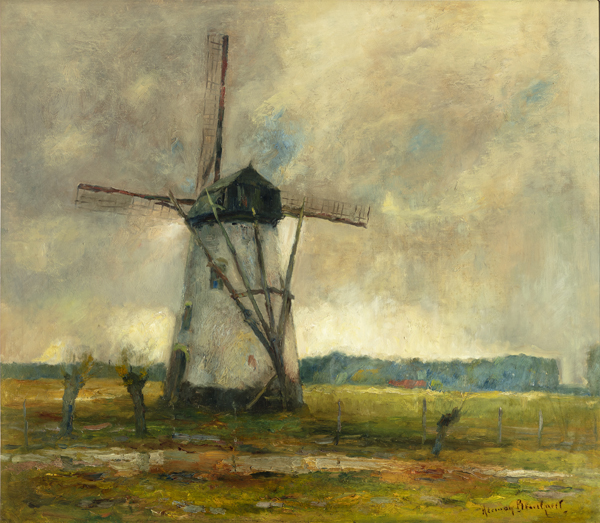
Moulin dans le pays de l'Escaut.

Herman Broeckaert, dès l'âge de douze ans, montre un intérêt et un don pour la peinture. Il est attiré par le travail des artistes de l'école de Termonde, tels que Theo Bogaert, Jacques Rosseels et Isidore Meyers. Cependant, son père veut qu'il étudie le droit. Il est donc inscrit au Collège de Gand, où il demeure durant deux ans. Il finit par quitter l'institution pour étudier la peinture auprès des artistes de l'école de Termonde. Il se rend fréquemment à Vlassenbroek, hameau de Baesrode, lieu de prédilection de son art.

### Carrière

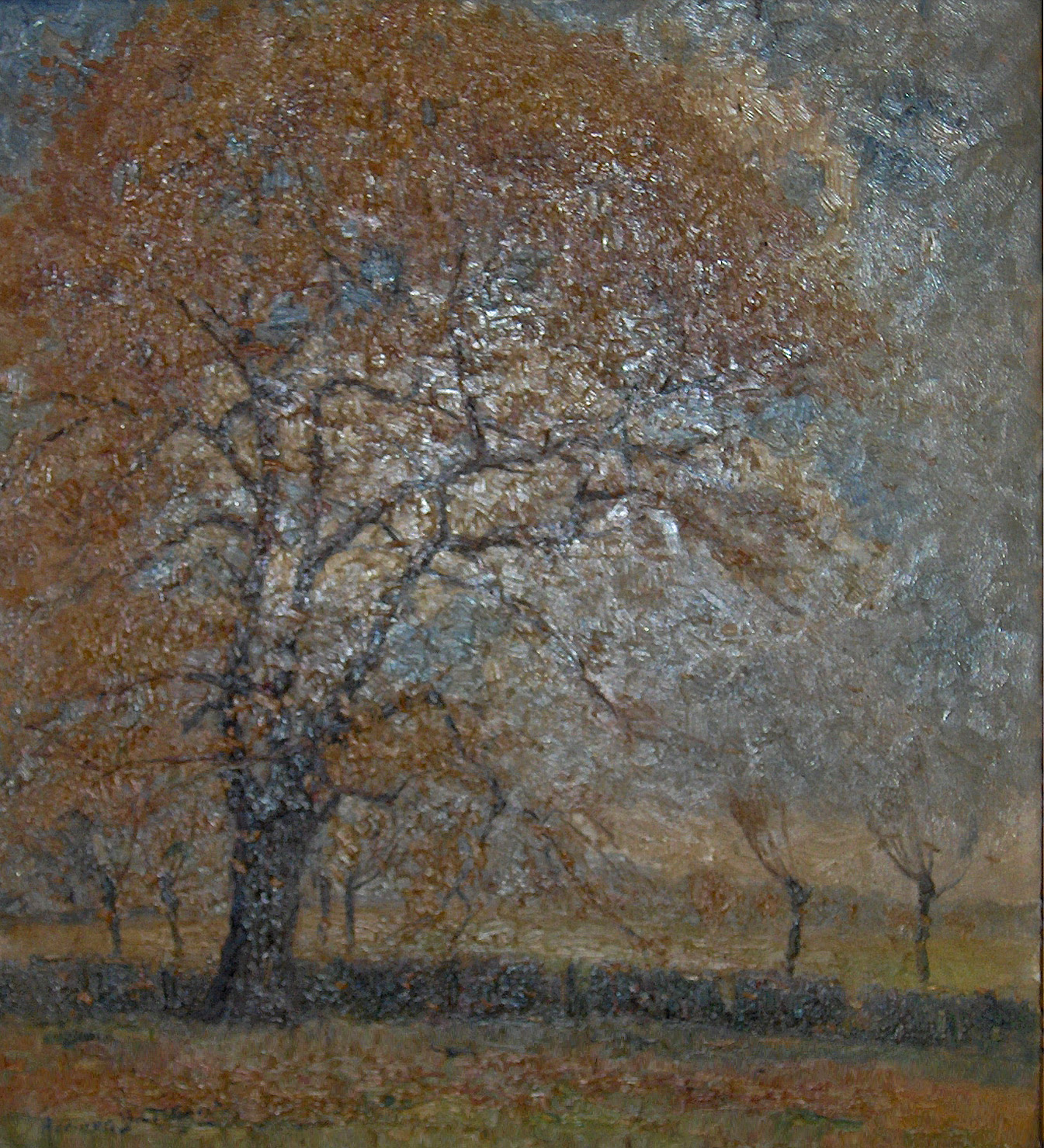
Paysage en automne.

En juin 1899, puis en 1901, Herman Broeckaert expose au cercle artistique de Termonde, dont il est membre,. En 1905, il emménage à Saint-Amand avec les artistes peintres Léon Spanoghe et Pieter Gorus, formant le « triumvirat » de Termonde, poursuivant les traditions artistiques de Franz Courtens jusqu'en 1914.
Concomitamment à sa carrière de peintre, Herman Broeckaert est l'auteur de nombreux poèmes populaires en langue flamande.
Lorsqu'éclate la Première Guerre mondiale, comme de nombreux Belges, il se réfugie en Grande-Bretagne et ensuite en France. En 1917,  il s'engage comme volontaire de guerre. Durant de nombreuses années, il réside de mars à novembre sur une péniche amarrée à Baerle-Tronchiennes aux bords de la Lys, son lieu de prédilection.
Herman Broeckaert, célibataire, meurt à l'âge de 51 ans le 4 avril 1930 à l'hôpital de la Biloque à Gand, où il était entré en raison un accident vasculaire cérébral. Il est inhumé à Termonde cinq jours plus tard, en présence de sa nombreuse famille, de compositeurs, musiciens peintres et sculpteurs,,.

## Œuvre

### Peinture

#### Caractéristiques
Son champ pictural couvre les paysages et les vues fluviales. Il préfère peindre en plein air et dans son atelier installé sur une péniche. Sa carrière évolue sous l'influence Tony Van Os avec lequel il cohabite durant quelque temps.
Herman Broeckaert envoie deux toiles au Salon d'Anvers de 1904. La critique du quotidien Het Handelsblad estime Soleil sur l'eau, d'un effet magnifiquement rendu et Petits diables à la kermesse, comme le tableau d'un tendre paysagiste flamand. 

#### Réception critique
En septembre 1907, dans son article consacré à l'exposition de Dendermonde, où Herman Broeckaert envoie huit toiles, la critique du quotidien Het Handelsblad écrit : 

« Dans chacune de ses scènes, on a le sentiment d’avoir affaire à un véritable artiste poète. Bien qu'il n'a pas toujours réussi à atteindre ce à quoi il semble aspirer, il se rapproche néanmoins de plus en plus de son but et atteindra bientôt une belle hauteur dans l'art. Il voit et comprend et il est en passe de les interpréter de manière excellente. »

En mai 1924, le critique d'art Adolphe Hardy écrit au sujet des œuvres qu'Herman Broeckaert expose à la galerie de Bruxelles :

« Herman Broeckaert se rend tout de suite sympathique grâce à la spontanéité de son inspiration, grâce à l'aisance de sa technique et à sa belle conscience professionnelle. Ses compositions sont toujours excellemment mises au point, l'équilibre des masses y est parfait, dessin et couleurs chantent à l'unisson, une rare délicatesse de touche et de matière y ajoute le concours heureux de son charme. […] L'émotion seule lui fait produire des toiles. »

#### Expositions
- Cercle artistique de Termonde en juin 1899 : des paysages[5].
- Cercle artistique de Termonde en juillet 1901 : des peintures et des dessins[4].
- Salon d'Anvers de 1904 : Soleil sur l'eau et Petits diables à la kermesse[12].
- Cercle Als ik Kan à Anvers 51e exposition en décembre 1905 : Paysage ensoleillé.
- Cercle artistique de Termonde en novembre 1906 : plusieurs tableaux, avec Pieter Gorus[15].
- Cercle artistique de Termonde en août 1907 : huit tableaux, parmi lesquels Après l'école, Calme (cour du béguinage) et Au soleil couchant[13].
- Exposition à la chapelle de Termonde en février 1909 : Herman Broeckaert et Léon Spanoghe exposent conjointement. Le premier présente notamment : L'Heure des contes de fée, Le Ruisseau, Fleur de mai, La Maison aux deux familles, Paix du soir, Idylle hivernale, Silence hivernal, Pax et Solitude[16].
- Salon de Gand (XL) de 1909 : Au mois de mai.
- Exposition personnelle à la salle du Forst à Bruxelles du 19 au 29 avril 1910.
- Salon de Bruxelles de 1910 : Pax.
- Salon de Doe Stil Voort de 1911[17].
- Exposition d'artistes paysagistes à la galerie d'art à Gand en 1923[18].
- Salon de Bruxelles de 1914 : L'Escaut à Doel[19].
- Cercle artistique de Termonde en septembre 1923 : Le Dominateur, Les Gros nuages et La Sortie de l'office[20].
- Cercle artistique de Termonde du 21 août au 8 septembre 1926 : Matin brumeux et Temps pluvieux[21].

### Littérature
Herman Broeckaert est l'auteur de nombreux poèmes populaires et folkloriques en langue flamande, comme Naiaarsmorgen ou Lentetronken, publiés en 1900, Mijn Wensch (1901), De Scheldemolen (1902), Vastweêr (1902), Ons Huizeken (1902), 't Liedje van den Mulder en den Schilder (1907) et Dichtjes en Deuntjes voor ons Volk (1913), entre autres. Il publie ses œuvres dans des revues telles que  Jong Dietschland, Vlaamsche Arbeid et Nieuwe Wegen.  Plusieurs de ses poèmes deviennent des chansons populaires mises en musique par les compositeurs Jack Opsomer, Emiel Hullebroeck, Arthur Meulemans et Florimond van Duyse. Volontaire de guerre, il écrit aussi quelques poèmes relatant le conflit de 1914-1918, et dont il donne lecture à la Fédération nationale du Davidfonds de la Flandre orientale à Gand.
En août 1903, il publie Ik ben, qui commence par ces vers :
« Ik ben maar een schilder, ah ! 
En duimkruid vind ik zelden, 
Al stap ik met mijn fier gezag.
Op vrije voeten, dag op dag.
Als heerscher door de velden. »
« Je ne suis qu'un peintre, ah ! 
Et je trouve rarement des renoncules.
Même si je marche avec ma fière autorité,
En liberté, jour après jour.
En tant que souverain à travers les champs. »

## Honneur
- Chevalier de l'ordre de la Couronne[10].